# 郭緝經
郭緝經（1428年—？），字屢常，江西吉安府廬陵縣人，明朝政治人物。進士出身。

## 生平
江西鄉試第一百二十三名。天順八年（1464年）甲申科會試第一百三名，殿試登進士第三甲第三十名。

## 家族
曾祖郭天祥。祖父郭仲庸。父亲郭從毅。